# Hollywood Boulevard

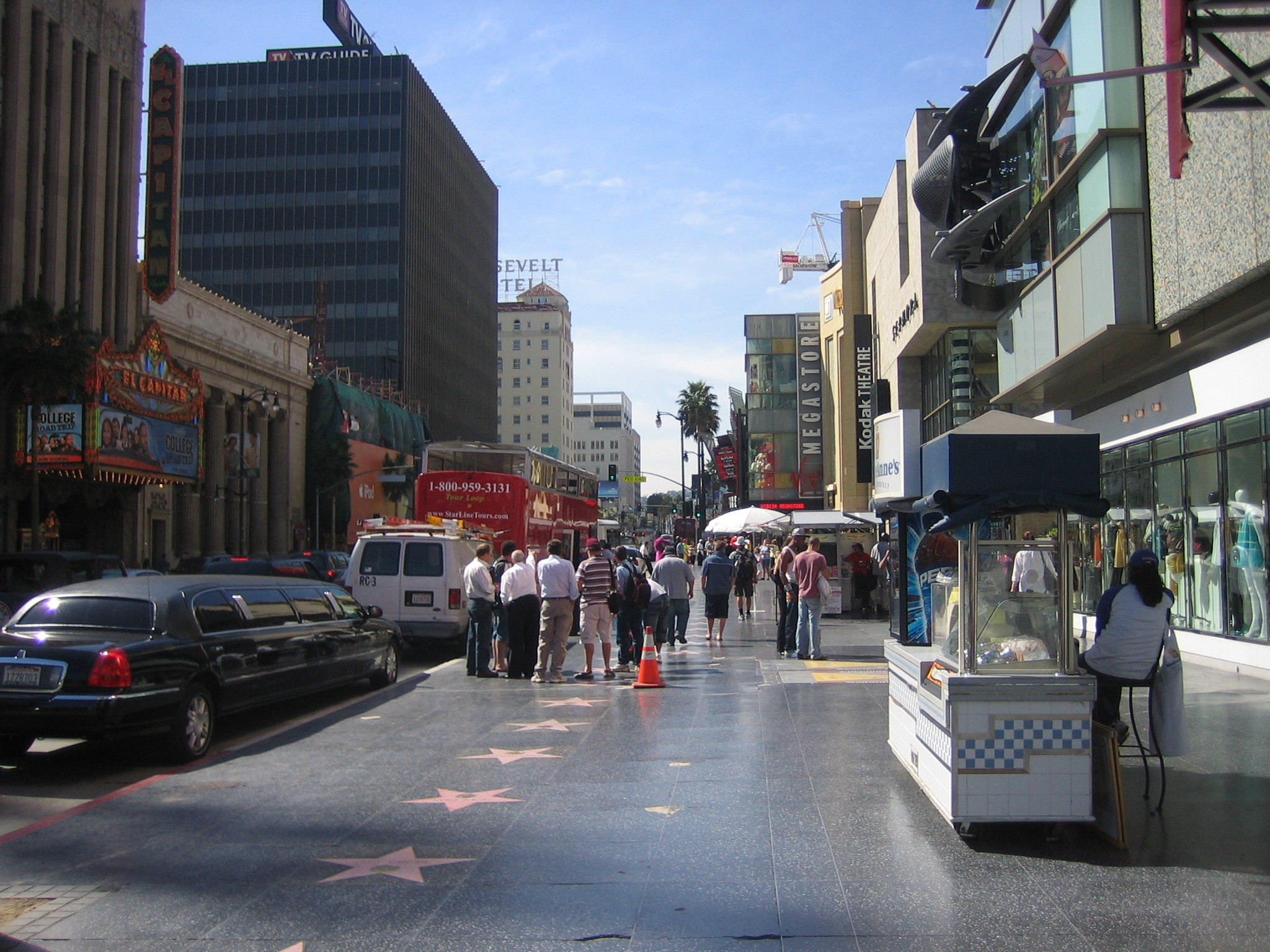
Hollywood Boulevard

Hollywood Boulevard és el carrer més famós de Hollywood, el qual és un barri de la ciutat de Los Angeles a Califòrnia, Estats Units, districte Los Feliz.

## Presentació
Hollywood Boulevard és un lloc molt atractiu pel turisme, s'estén d'est a oest de Vermont Avenue fins a Sunset Boulevard. Concentra a la vegada el Walk of Fame, amb les famoses estrelles dels actors, el Grauman's Chinese Theatre, El Capitan Theatre i el Hollywood and Highland Center, on cada any es lliuren els Oscars de cinema. Davant el Grauman's Chinese Theatre, molts actors i actrius han immortalitzat el seu pas deixant una empremta dels peus i de les mans en el ciment fresc.

## Història
A l'origen, de 1887 a 1910, aquest Boulevard es deia Prospect Avenue. El nom de « Hollywood » es deu a Harvey Wilcox, un propietari de 600 hectàrees a Cahuenga Valley al nord de Los Angeles a qui li va suggerir aquest nom la seva esposa. Harvey traçà en el mapa la Prospect Avenue com el carrer principal. El promotor immobiliari HJ Whitley va construir-hi el Hollywood Hotel el 1902, que va tenir els seus dies de glòria durant el període del cinema mut.
L'any 1910 la municipalitat de Hollywood va ser annexada a la ciutat de Los Angeles i passà a ser-ne un barri. La numeració del carrer canvià i el 100 Prospect Avenue, a nivell de Vermont Avenue, va passar a ser el 6400 Hollywood Boulevard. El nom de Hollywood Boulevard prové de la línia de tramvia que uneix Los Angeles amb Hollywood, que en aquella època estaven separats per 11 km de conreus de cítrics.
L'extensió de metro del Metro Red Line fins a Hollywood data del juny de 1999. Uneix downtown Los Angeles amb la Vall de San Fernando, i fa tres parades a Hollywood Boulevard, al nivell de les cruïlles amb Western Avenue, Vine Street i Highland Avenue.
Per evitar la degradació es va construir l'any 2001 el centre comercial Hollywood and Highland Center i es van rehabilitar els apartaments d'habitatges. A les discoteques de la zona hi van sovint personatges com Paris Hilton, Lindsay Lohan o Jamie Foxx.

## En la ficció
- A la pel·lícula, Pretty Woman, Richard Gere troba Julia Roberts a Hollywood Boulevard.

## Homònims
Hi ha altres « Hollywood Boulevard », un d'ells a Hollywood a Florida, i un altre a Las Vegas.

## Llocs d'interès
- Bob Hope Square
- Grauman's Chinese Theatre
- Grauman's Egyptian Theatre
- El Capitan Theatre
- Frederick's of Hollywood
- Hollywood and Highland
- Hollywood Walk of Fame
- Hollywood Wax Museum
- Hotel Roosevelt
- Janes House
- Kodak Theater
- Masonic Temple
- Musso & Frank Grill
- Pantages Theatre
- Pig 'n Whistle
- Ripley's Believe It Or Not! Odditorium
- Capitol Records Tower

## Galeria

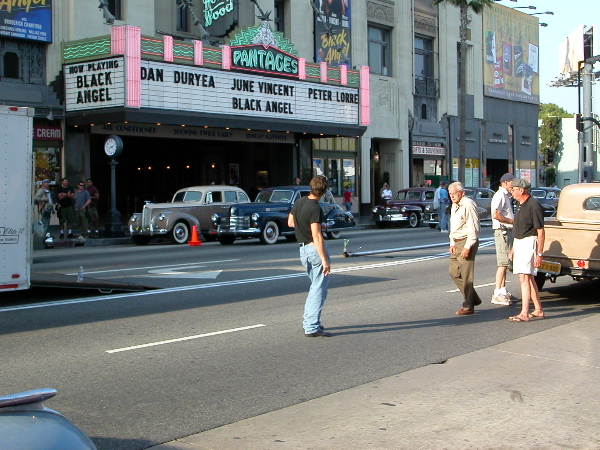
Rodatge de « Black Dahlia » al Hollywood Boulevard el juny de 2005
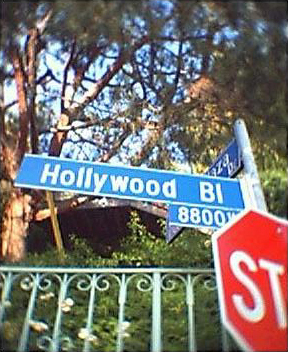
Rètol
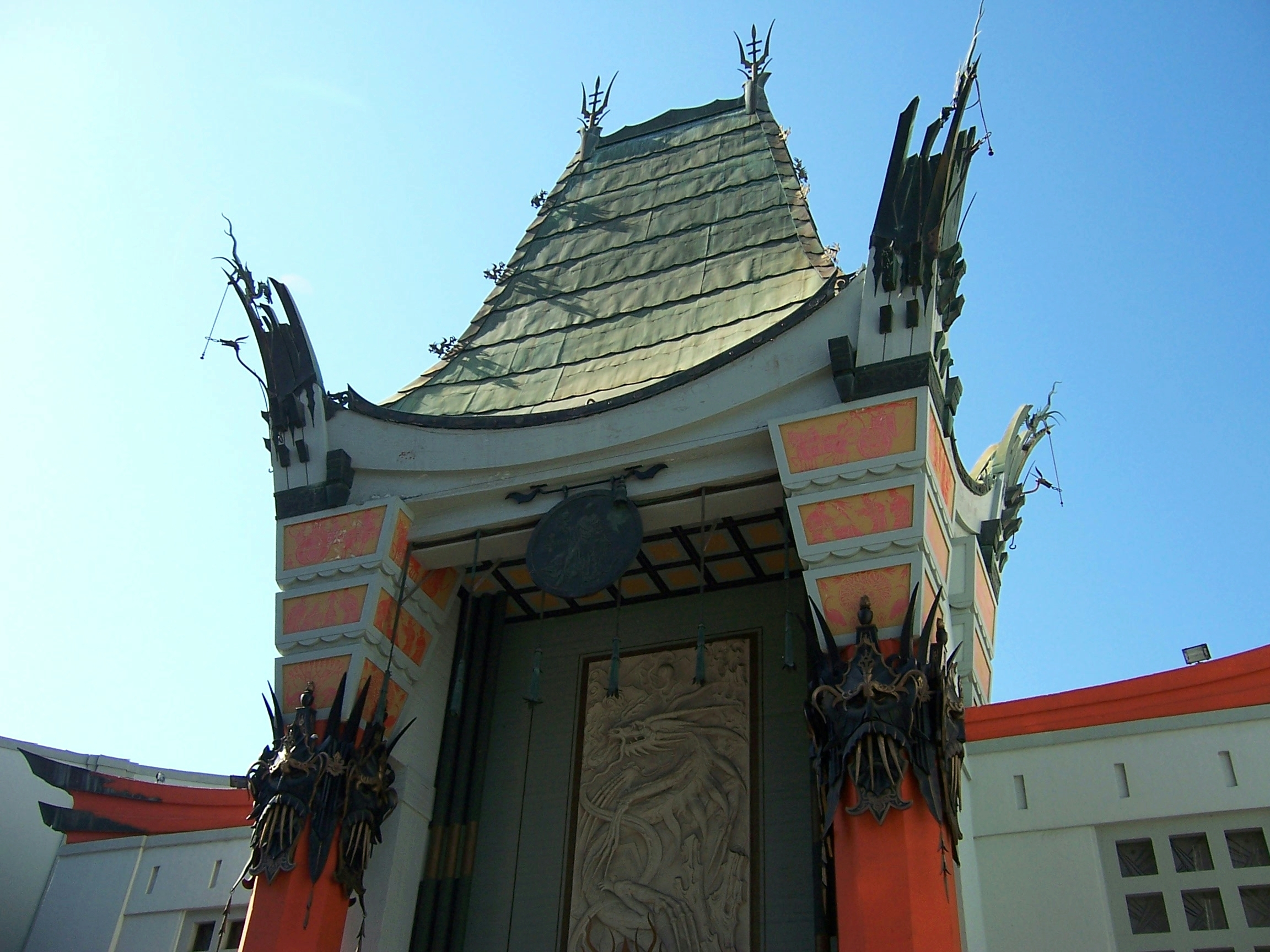
Grauman's Chinese Theatre
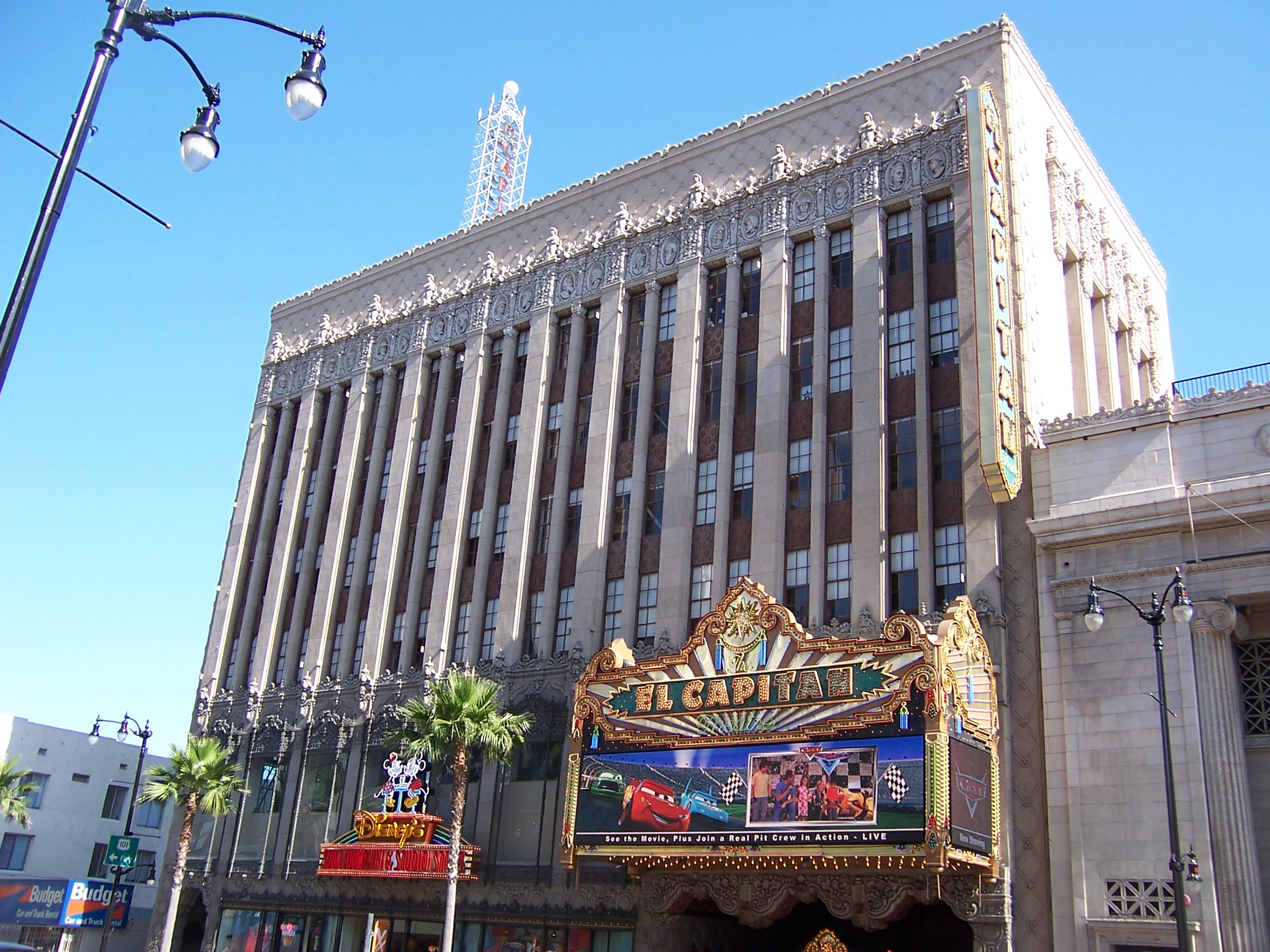
El Capitan Theatre de la Walt Disney Company
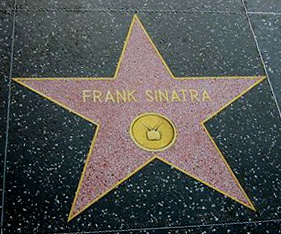
Estrella de Frank Sinatra al Walk of Fame
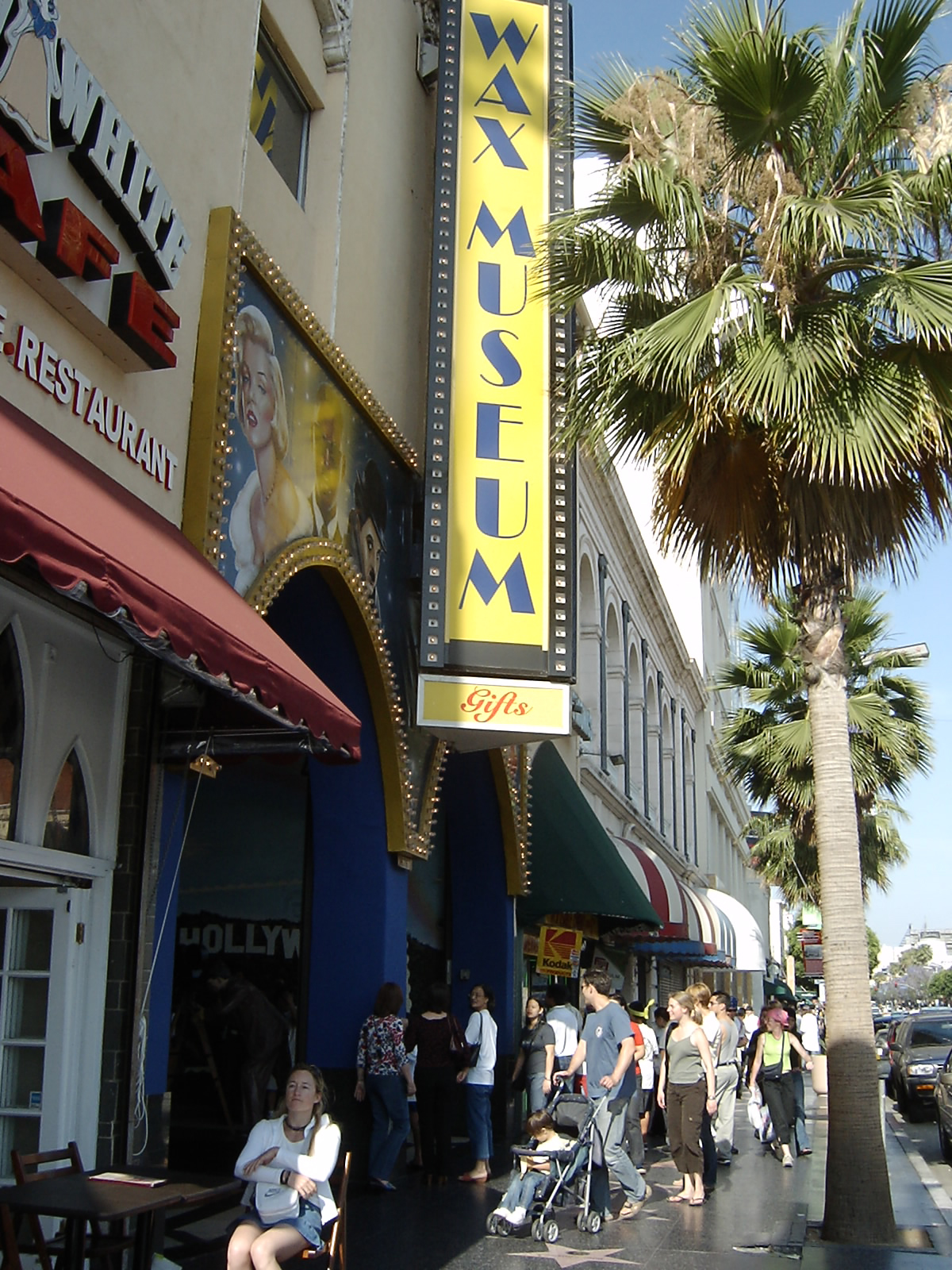
Wax Museum
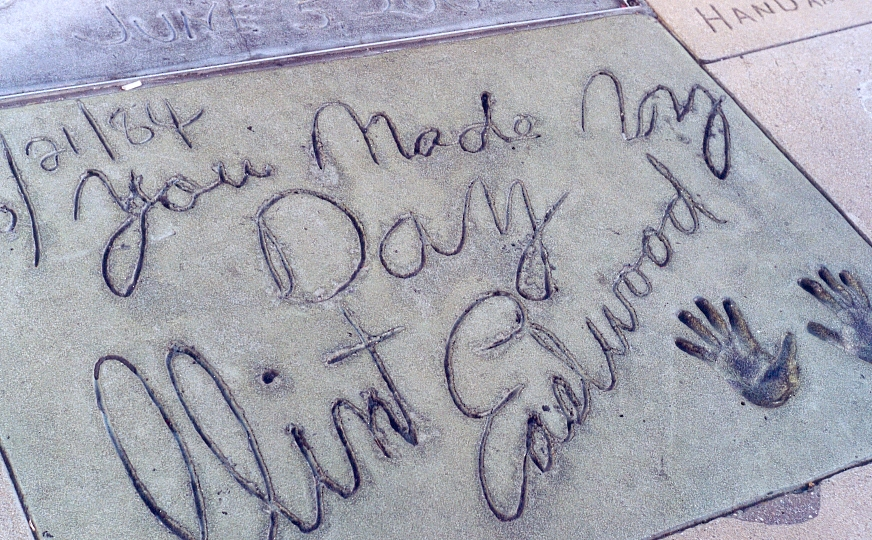
Empremtes de Clint Eastwood